# Atteva balanota
Atteva balanota is een vlinder uit de familie van de Attevidae. De wetenschappelijke naam van de soort werd in 1910 gepubliceerd door Edward Meyrick.